# Drhtulja mrkulja
Drhtulja mrkulja (lat. Tetronarce nobiliana) riba je iz porodice drhtuljki. U upotrebi ima i drugo ime: ljubičasta drhtulja. 
Ima plosnato tijelo, okruglog oblika, debeli rep i veliku repnu peraju. Ima glatku kožu odozgo sivo plave boje, koja se prelijeva u tamnosmeđu i ljubičastu, dok joj je trbuh bijel. Živi na muljevitom i pjeskovitom dnu, na dubinama 10 – 350 m, iako zna zaći i na veće dubine, do 800 m. Kao i svoja manja rođakinja drhtulja šarulja i mrkulja je danju većinom ukopana, a samo joj oči vire iz pijeska ili mulja, a noću je aktivna. Hrani se ribama i račićima, hvatajući ih tako da ih paralizira elektricitetom koji ispušta. Električna pražnjenja mogu imati napon i do 220 V.
Rasprostranjena je u Mediteranu, bez Crnog Mora i Atlantiku od južnih obala Norveške pa sve do Rta dobre nade.  U zapadnom Atlantiku prisutna je od Nove Škotske pa sve do juga Brazila. Mrkulja naraste do 180 cm duljine i 90 kg težine.

## Vanjske poveznice
|  | Zajednički poslužitelj ima još gradiva o temi Torpedo nobiliana |
|  | Wikivrste imaju podatke o taksonu Torpedo nobiliana             |